# 云南福王草
云南福王草（学名：Prenanthes yakoensis）是菊科福王草属的植物。分布于缅甸以及中国大陆的云南等地，生长于海拔1,300米至2,800米的地区，多生于河谷林缘及林下，目前尚未由人工引种栽培。

## 别名
垭口盘果菊（云南种子植物名录）